# Eguenigue
Eguenigue (deutsch früher Egelingen, Aussprache [eɡniɡ]) ist eine französische Gemeinde mit 270 Einwohnern (Stand: 1. Januar 2022) im Territoire de Belfort in der Region Bourgogne-Franche-Comté. Die Bewohner werden Eguenignons und Eguenignonnes genannt.
Die Gemeinde erhielt 2023 die Auszeichnung „Eine Blume“, die vom Conseil national des villes et villages fleuris (CNVVF) im Rahmen des jährlichen Wettbewerbs der blumengeschmückten Städte und Dörfer verliehen wird.

## Geographie
Eguenigue liegt auf 360 m Höhe, etwa sieben Kilometer nordöstlich der Stadt Belfort (Luftlinie). Das Dorf erstreckt sich im Norden der Burgundischen Pforte, auf dem Plateau südlich der Forêt de Roppe im Vorland der Vogesen, am Bachlauf der Ermite.
Die Fläche des 2,49 km² großen Gemeindegebiets umfasst einen Abschnitt der Landschaft im nördlichen Bereich der Burgundischen Pforte (Trouée de Belfort). Der Hauptteil des Gebietes wird von der weiten Fläche am Fuß der Forêt de Roppe eingenommen. Diese wird durch die Ermite nach Süden zur Autruche entwässert. Das Plateau liegt durchschnittlich auf 360 m und wird überwiegend als Acker- und Wiesland landwirtschaftlich genutzt. Nach Norden erstreckt sich das Gemeindeareal in das hügelige Gebiet der Forêt de Roppe. Auf den Höhen des Bois d'Eguenigue, dem Quellgebiet der Ermite, wird mit 461 m die höchste Erhebung von Eguenigue erreicht.
Nachbargemeinden von Eguenigue sind Anjoutey im Norden, Menoncourt im Osten, Phaffans im Süden sowie Roppe im Westen.

## Geschichte
Erstmals urkundlich erwähnt wird Eguenigue im Jahr 1307 unter dem Namen Hagueligues. Zunächst im Einflussbereich der Herren von Montbéliard stehend, gelangte das Dorf Mitte des 14. Jahrhunderts unter die Oberhoheit der Habsburger. Es gehörte zur Herrschaft Rougemont, doch hatten auch andere Herrschaften Besitz auf dem Gebiet. Zusammen mit dem Sundgau kam Eguenigue mit dem Westfälischen Frieden 1648 an die französische Krone. Seit 1793 gehörte das Dorf zum Département Haut-Rhin, verblieb jedoch nach dem Deutsch-Französischen Krieg 1871 als arrondissement subsistant du Haut-Rhin im Gegensatz zum restlichen Elsass bei Frankreich. In der ersten Hälfte des 20. Jahrhunderts wurde Eguenigue durch eine Bahnlinie, die von Belfort nach Rougemont-le-Château führte, an das französische Eisenbahnnetz angebunden. Seit 1997 gehörte Eguenigue zunächst zum Gemeindeverband Communauté de communes du Tilleul, der 2017 in die Grand Belfort Communauté d’Agglomération aufging. Kirchlich ist das Dorf von Phaffans abhängig.

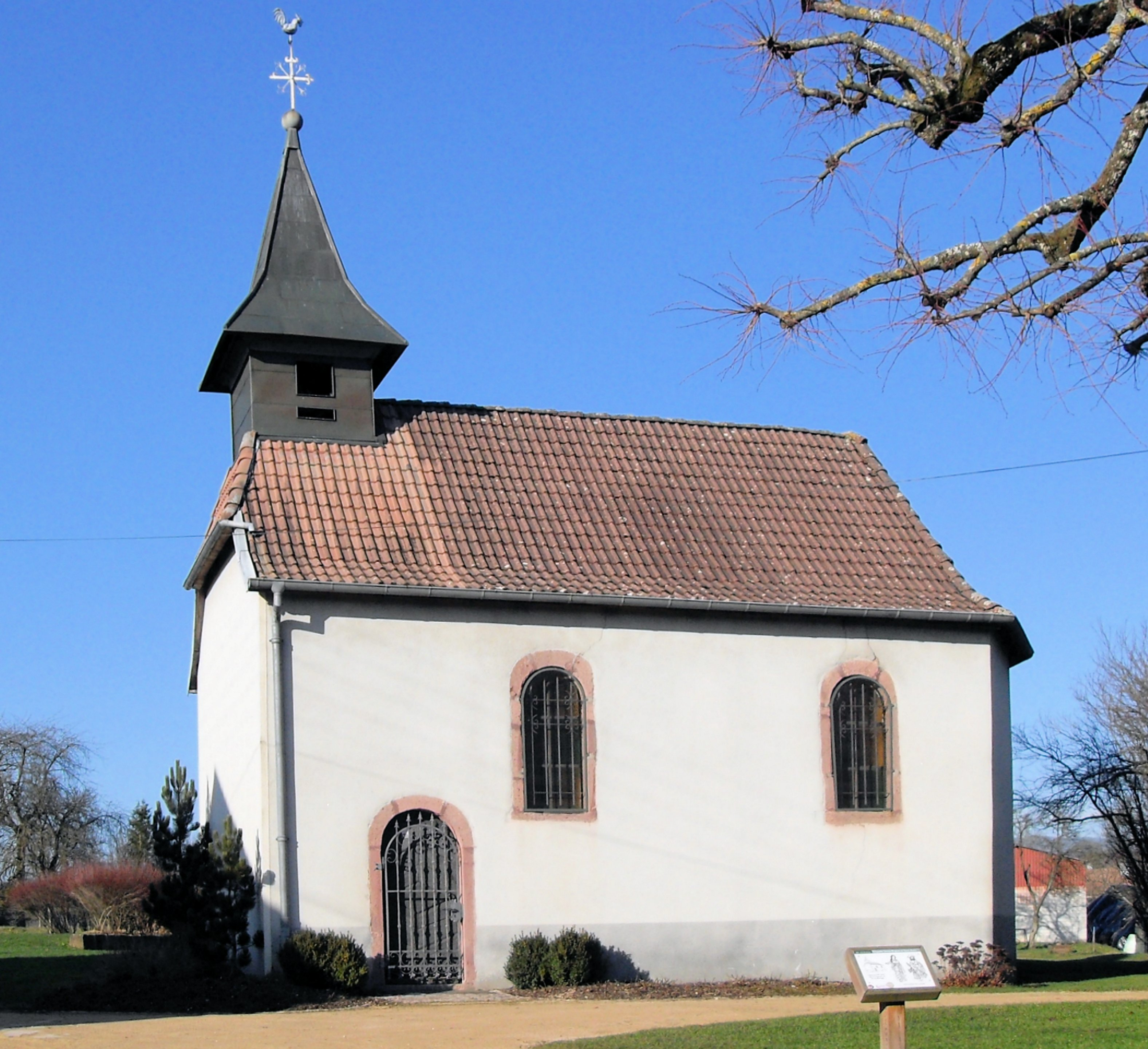
Kapelle Sainte-Brigitte-Saint-Roch

## Sehenswürdigkeiten
Aus dem 17. Jahrhundert stammt die Kapelle Sainte-Brigitte-Saint-Roch und aus dem 19. Jahrhundert ein Waschhaus.
Siehe auch: Liste der Monuments historiques in Eguenigue

## Bevölkerung
| Jahr      | 1962 | 1968 | 1975 | 1982 | 1990 | 1999 | 2006 | 2013 | 2020 |
| Einwohner | 129  | 142  | 208  | 229  | 292  | 283  | 270  | 285  | 269  |

Mit 270 Einwohnern (Stand: 1. Januar 2022) gehört Eguenigue zu den kleinen Gemeinden des Département Territoire de Belfort. Nachdem die Einwohnerzahl in der ersten Hälfte des 20. Jahrhunderts abgenommen hatte (1901 wurden noch 204 Personen gezählt), wurde vom Beginn der 1970er Jahre bis in die frühen 1990er Jahre wieder ein Bevölkerungswachstum verzeichnet.

## Wirtschaft und Infrastruktur
Eguenigue war bis weit ins 20. Jahrhundert hinein ein vorwiegend durch die Landwirtschaft (Ackerbau, Obstbau und Viehzucht) und die Forstwirtschaft geprägtes Dorf. Daneben gibt es heute verschiedene Betriebe des Klein- und Mittelgewerbes, unter anderem im Baugewerbe. Mittlerweile hat sich das Dorf zu einer Wohngemeinde gewandelt. Viele Erwerbstätige sind auch Wegpendler, die in der Agglomeration Belfort ihrer Arbeit nachgehen.
Die Ortschaft ist verkehrstechnisch gut erschlossen. Sie wird von der Route départementale D83, der früheren Route nationale 83, durchquert, die von Belfort nach Mülhausen führt. Der nächste Anschluss an die Autoroute A 36 befindet sich in einer Entfernung von ungefähr fünf Kilometern. Weitere Straßenverbindungen bestehen mit Roppe, Menoncourt und Phaffans.